# Jackson Bird
Jackson Bird es un youtuber, autor y activista estadounidense, conocido por su trabajo con Fandom Forward, su serie Will It Waffle?, y su libro Sorted: Growing Up, Coming Out, and Finding My Place (A Transgender Memoir) .

## Infancia y Educación
Bird creció en Texas en la década de los 90. Entre 2008 y 2010, asistió a Southwestern University estudiando religión y literatura, donde pasó un semestre estudiando en la Universidad de Ámsterdam,  para luego transferirse  y  graduarse de la Universidad de Nueva York, 2010-2012.

## Carrera

### Fandomde Harry Potter
Mientras estaba en la universidad, Bird comenzó a trabajar como voluntario para Fandom Forward, (en ese momento  Harry Potter Alliance), una organización sin fines de lucro que moviliza a los fanáticos  para participar en el activismo y la filantropía. Esto finalmente lo condujo a un trabajo remunerado como director de comunicaciones de la organización, cargo que ocupó durante cinco años. Tras declararse como una persona trans-masculina, habló sobre el apoyo que le brindo la comunidad, gracias a los mensajes sobre "ser tú mismo, amar a quienes son diferentes, y defender a los desvalidos"  de los libros. 

### Creación de videos en  YouTube
En 2010, lanzó un canal de YouTube con el nombre "Jackisnotabird" Hablando de su vida, estudios, fandoms, y en 2014 comenzó una serie recurrente llamada ¿es waffleable? donde experimenta con alimentos en una wafflera
En 2015,  posteo un video declarándose transgénero donde referencia y agradece a otros trans youtubers del momento como Alex bertie y Skylar Kergil, además de otros YouTubers de la comunidad LGBTQIA+.
Desde entonces, ha seguido haciendo vídeos que documentan su transición, Libros, otros temas LGBT+, Charlas,  y otros aspectos de  su vida.
A junio de 2025, su  canal de YouTube tiene más de 91.000 suscriptores, y 243 videos,  con cerca de 7.5 millones de vistas.

### Autor
Su libro autobiografico, Sorted: Growing Up, Coming Out, and Finding My Place (A Transgender Memoir) (Creciendo, Saliendo del Closet, y Encontrando mi Lugar (Una Memoria Transgénero), fue publicadas por Tiller Press,  de Simon & Schuster, el 24 de septiembre de 2019.
Publishers Weekly elogió el "sentido del humor y el toque ligero", diciendo que el libro "atraerá a los lectores más jóvenes abrumados por el pesimismo que suele nublar la experiencia trans".

### Activismo y Premios
En 2015 comenzó a crear videos sobre temas LGBT+ en su canal de YouTube.
En 2016, su canal fue elegido como parte del programa YouTube NextUp Creators
en 2017, tomo parte del programa de Residencias TED, que terminó con la grabación de una TED Talk sobre "Cómo hablar con y escuchar a la gente transgénero",   por la cual GLAAD le dio el premio de "estrellas emergentes de la innovación digital"
En 2018 apareció en la serie "Brief but Spectacular" ("Breve pero espectacular"), donde habló de que significa ser transgénero y como apoyar.
En 2020 se une al Laboratorio de innovación Annenberg y a la agencia FreshSpeakers.com

### Pódcast
Ha aparecido en varios pódcast como Potterless, Imaginary Worlds, Ted Radio Hour, y ICG Creator Chat.
En 2020, comenzó un pódcast llamado Cool Stuff Ride Home un pódcast de episodios cortos (15 minutos) sobre lo que ha pasado en el mundo. A junio de 2025 ya lleva 100 episodios.